# Escena frente al mar
Escena frente al mar (あの夏、いちばん静かな海 Ano natsu, ichiban shizukana umi?, 'Ese verano, el más calmo océano') es una película escrita y dirigida por Takeshi Kitano. Tercera de las películas dirigidas por el realizador japonés supone un cambio en la temática abordada en sus anteriores proyectos ya que no se hace mención a la yakuza, la violencia o la policía. Por contra desarrolla una faceta más delicada junto al característico humor seco mostrado también en películas posteriores como Dolls (2002).
La cinta tuvo 7 nominaciones y 12 premios entre los que destacan el galardón como película del año en los Premios Kinema Junpō y Blue Ribbon. La banda sonora compuesta por Joe Hisaishi y la actriz debutante Hiroko Ōshima obtuvieron sendos premios de la Academia Japonesa de Cine.

## Sinopsis
Shigeru (Claude Maki) es un basurero sordo que, durante uno de sus recorridos, encuentra una tabla de surf rota. Este hecho despierta su curiosidad a pesar de que no tiene experiencia con el surf. Determinado a aprender a surfear decide reparar la tabla y, con su leal novia Takako (Hiroko Ōshima) que también es sorda, se dispone a aprender a montar las olas. Shigeru pasa por diferentes percances y los lugareños se burlan de él. Pero, con la ayuda del dueño de una tienda que una vez fue una leyenda del surf, Shigeru finalmente puede tener la oportunidad de convertirse en uno con el mar e integrarse en la comunidad que componen los surfistas del lugar.

## Reparto
- Claude Maki - Shigeru
- Hiroko Ōshima - Takako
- Sabu Kawahara - Takoh
- Toshizo Fujiwara - Nakajima
- Susumu Terajima
- Katsuya Koiso
- Toshio Matsui
- Yasukazu Ishitani
- Naomi Kubota
- Tsuyoshi Ohwada
- Tatsuya Sugimoto
- Meijin Serizawa
- Tetsu Watanabe
- Keiko Kagimoto
- Kengakusha Akiyama

## Recepción
La película obtiene valoraciones positivas entre los usuarios de los portales de información cinematográfica y los críticos profesionales. En IMDb con 5.832 puntuaciones de los usuarios del portal obtiene una calificación de 7,5 sobre 10. Los 1.257 votos de los usuarios de FilmAffinity arrojan una valoración media de 6,8 sobre 10. En Rotten Tomatoes tiene una calificación de "fresco" para el 85% de los más de 1.000 usuarios que han registrado su opinión pero no alcanza el cuórum mínimo entre las críticas profesionales aunque las cuatro registradas la califican igualmente de "fresco".

## Banda sonora
Esta película marca la primera colaboración entre Kitano y el compositor Joe Hisaishi, quién previamente había creado bandas sonoras de numerosos films de anime dirigidas por Hayao Miyazaki, incluyendo Nausicaa del valle del viento (1984). De este modo Hisiaishi daría comienzo a una colaboración de largo recorrido como compositor de las bandas sonoras para las películas de Kitano que finalizaría en Dolls (2002). La banda sonora fue originalmente publicada el 25 de noviembre de 1992 por Toshiba EMI y se ha reeditado con posterioridad por otros sellos discográficos como Milan Records y Wonder Land Records.
1. «Silent Love (Main Theme)» - 6:52
2. «Cliffside Waltz I» - 3:58
3. «Island Song» - 3:39
4. «Silent Love (In Search of Something)» - 1:10
5. «Bus Stop» - 5:11
6. «While At Work» - 1:22
7. «Cliffside Waltz II» - 3:44
8. «Solitude» - 1:12
9. «Melody of Love» - 1:41
10. «Silent Love (Forever)» - 3:30
11. «Alone» - 1:04
12. «Next Is My Turn» - 0:45
13. «Wave Cruising» - 4:02
14. «Cliffside Waltz III» - 3:40